# Synchiropus sechellensis
Synchiropus sechellensis es una especie de peces de la familia Callionymidae en el orden de los Perciformes.

## Morfología
• Los machos pueden llegar alcanzar los 3,8 cm de longitud total.

## Hábitat
Es un pez  de mar y de clima tropical y demersal.

## Distribución geográfica
Se encuentra en las Maldivas y Seychelles.

## Observaciones
Es inofensivo para los humanos